# السبع، الجزایر
السبع (به عربی: السبع) یک شهرداری در الجزایر است که در ناحیه تسابیت واقع شده‌است. السبع ۲٬۳۱۲ نفر جمعیت دارد و ۲۶۴ متر بالاتر از سطح دریا واقع شده‌است.